# ザ・カレッジ・ドロップアウト
『ザ・カレッジ・ドロップアウト』（The College Dropout）は、アメリカのラッパー、カニエ・ウェストのデビュー・スタジオ・アルバムである。2004年2月10日にロッカフェラ・レコードとDef Jam Recordingsからリリースされた。
発売に至るまでの数年間、カニエはジェイ・Zやタリブ・クウェリなどのラッパーへのプロデュース業で高い評価を受けていたが、音楽業界の関係者からアーティストとして認められるのには苦労していた。 ソロアーティストとしてのキャリアを追求することを決意したカニエは、Roc-A-Fellaと契約を結び、1999年から4年にわたってアルバムの制作を行った。
本作のプロダクションは主にカニエ自身が手がけている。ソウルやR&Bのレコードからピッチを上げて高速化したボーカル・サンプルを使用する「チップマンク・ソウル」と称される音楽スタイルが特徴的である。加えてウェスト自身のドラム打ち込みや、ストリングスの伴奏、ゴスペル合唱も取り入れられている。アルバムにはジェイ・Z、モス・デフ、ジェイミー・フォックス、シリーナ・ジョンソン、リュダクリスらも参加している。 当時のヒップホップ界で主流だったギャングスター的なイメージとは一線を画し、歌詞は家族、自己意識、物質主義、宗教、人種差別、高等教育といったテーマを扱っている。
本作は、Billboard 200で初登場2位を記録し、初週で441,000枚を売り上げた。アルバムは大規模な商業的成功を収め、2014年までにアメリカ国内で340万枚以上を販売し、2020年にはアメリカレコード協会によって4×プラチナ認定を受けた。シングルの「オール・フォールズ・ダウン」と「スロー・ジャムス」はBillboard Hot 100にトップ10入りを果たした。特に「Slow Jamz」はカニエにとってソロ作品として初のNo.1シングルとなった。
本作は広く批評的な成功を収め、カニエのプロダクション、ユーモアと感情を交えたラップ、そして自己探求と大衆性のバランスが取れた音楽性が高く評価された。 アルバムは2005年のグラミー賞で「最優秀アルバム」と「最優秀ラップアルバム」にノミネートされ、後者を受賞した。 その後、『ローリング・ストーン』や、『NME』をはじめとする多くのメディアによって史上最高のアルバムの一つと評され、『ローリング・ストーン』の「史上最高のアルバム500」では74位、『NME』は273位にランクインした。 本作は2000年代における「チップマンク・ソウル」や「コンシャス・ラップ」の普及に大きく貢献したとされている。

## 背景
カニエ・ウェストは1990年代半ばに地元の新人アーティストのためにビートを制作するプロデューサーとして音楽キャリアをスタートさせた。カニエはやがて、クラシックなソウル楽曲のボーカルサンプルを高速で再生するスタイルを確立する。その後しばらくの間、Deric Angelettieのゴーストプロデューサーとして活動していた。
彼との関係のためにソロアルバムのリリースができなかったカニエは、シカゴのラップグループ「ザ・ゴーゲッターズ」を結成し、メンバー兼プロデューサーとして参加。グループには他に、GLC、Timmy G、Really Doe、Arrowstarが所属していた。ゴーゲッターズは1999年に唯一のスタジオアルバム『World Record Holders』をリリースした。
カニエが注目を集めたのは、2001年に発表されたジェイ・Zのアルバム『ザ・ブループリント』へプロデューサーとして参加したことだ。この作品は『ローリング・ストーン』によって「史上最高のアルバム50選」のひとつに選出されており、その批評的・商業的成功により、カニエへの関心が一気に高まった。
その後、ロッカフェラ・レコードの専属プロデューサーとして、ウェストはビーニー・シーゲル、フリーウェイ、キャムロンなどレーベル所属のアーティストの楽曲を手がけた。また、ルダクリス、アリシア・キーズ、ジャネット・ジャクソンなどのアーティストのヒット曲も制作していた。
プロデューサーとして成功を収めていたにもかかわらず、カニエはラッパーになることを強く望んでいた。しかし、レコード契約を獲得するのには苦戦していた。当時の主流ヒップホップにおいて支持されていたギャングスタ的なイメージを持たなかったカニエは、多くのレコード会社から無視されていた。
キャピトル・レコードとの複数回にわたるミーティングの末、最終的にアーティスト契約は断られることになった。キャピトル・レコードのA&Rであるジョー・ワインバーガーによれば、カニエは直接彼にアプローチし、契約寸前までいったが、社内の別の人物が社長を説得し、契約をすることはなかったという。
カニエが他レーベルに移籍することを恐れた当時のロッカフェラ・レコード代表・デイモン・ダッシュは、しぶしぶながらカニエと契約を結んだ。カニエの才能を早くから評価していたレーベルの代表人物のジェイ・Zは、後にロッカフェラが当初カニエをラッパーとして支援することに消極的だったと認めている。多くの人々が彼をプロデューサーと見なしていたこと、そして彼の生い立ちが他のロッカフェラ所属アーティストたちと異なっていたことが原因だった。
カニエに転機が訪れたのは、その1年後の2002年10月23日だった。カリフォルニアのレコーディングスタジオで夜遅くまで作業をした帰り道、運転中に居眠りをしてしまい、生死に関わるほどの大事故に巻き込まれたのである。この事故で彼は顎を複雑骨折し、再建手術によって顎をワイヤーで固定しなければならなかった。
この出来事は彼に大きなインスピレーションを与えた。入院からわずか2週間後、顎を固定したまま、レコーディング・スタジオ・レコード・プラントで1曲の録音を行った。その時の曲「スルー・ザ・ワイアー」は、事故後の自身の体験をリアルに綴ったもので、彼のデビューアルバムの土台となる重要な作品となった。本人は、「優れたアーティストはみんな、自分が経験していることを作品にしている」と語った。
さらに「このアルバムこそが自分の薬だった」とも語っており、制作に没頭することで痛みから気を紛らわせていたという。「スルー・ザ・ワイアー」は、2002年12月にリリースされたミックステープ『Get Well Soon...』で初めて公開された。
同時期に『ザ・カレッジ・ドロップアウト』というアルバムの制作に取りかかっていることを発表。アルバムのテーマは、「自分自身で選択をすること。社会に『これをやれ』と決めつけられるな」というメッセージであった。

## 録音

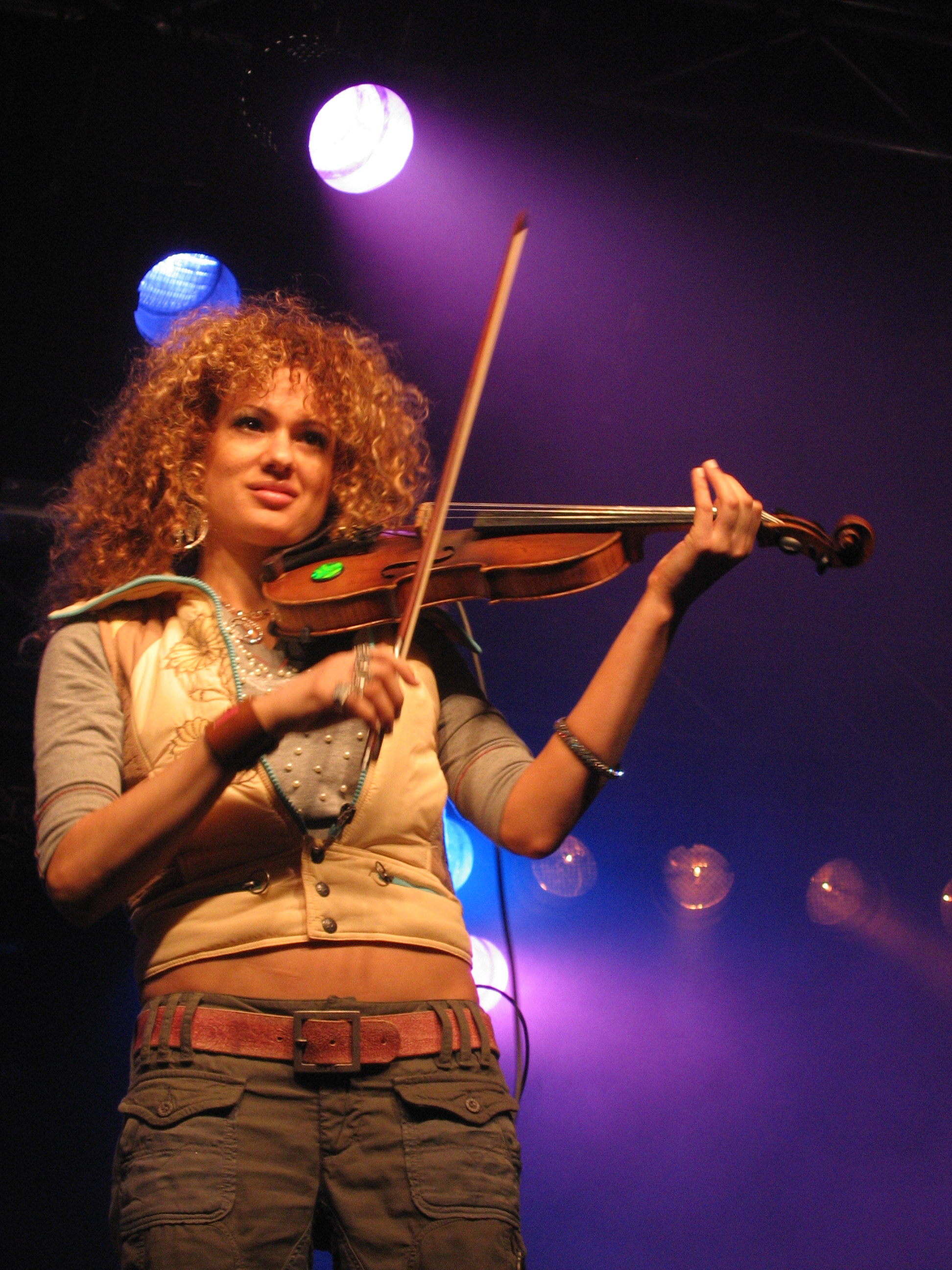
ヴァイオリニストのミリ・ベン・アリ。7つのトラックに参加した。

カニエ・ウェストは1999年に『ザ・カレッジ・ドロップアウト』のレコーディングを開始し、完成までに約4年を費やした。レコーディングセッションはカリフォルニア州ロサンゼルスのレコード・プラントで行われたが、実際の制作作業はそれ以外の場所でも、数年にわたって進められた。
カニエの友人でありマネージャー、ビジネスパートナーのジョン・モノポリーは「このアルバムには明確な制作開始日がない。彼は長年にわたりビートを集め続けてきた。常にラッパーになることを意識してプロデュースしていた。アルバムには何年も自分のためにとっておいたビートも収録されている」と語っている。
一時期はスタジオで一部の制作を行いながらも、ニュージャージー州ホーボーケンの自宅アパートのほうが大半の制作場所となっていた。2ベッドルームのそのアパートでは、ひとつの部屋をホームスタジオに、もうひとつの部屋を寝室にして使っていたという。
カニエは、古いディスクやデモを詰め込んだルイ・ヴィトンのバックパックを携えてスタジオに入り、一度に15分未満でトラックを制作することもあった。自動車事故の療養中はロサンゼルスでアルバムの残りの部分を録音した。完成後、アルバムはリリースの数ヶ月前にリークされてしまったが、ウェストはこの機会を活かして作品を見直し、『ザ・カレッジ・ドロップアウト』は大幅にリミックス、リマスター、改訂された。その結果、当初アルバムに収録される予定だった楽曲のうち、「Keep the Receipt」（オール・ダーティー・バスタード参加）や「The Good, the Bad, and the Ugly」（Consequence参加）などが没になった。カニエはプロダクションを細部まで徹底的に磨き上げ、ストリングスアレンジやゴスペル合唱団、ドラム打ち込みの改良、新たなバースを加えた。2009年に自身のブログで、カニエはローリン・ヒルの『ミスエデュケーション』に最もインスパイアされたと述べ、制作期間中は毎日のように聴いていたという。
「スクール・スピリット」は、アレサ・フランクリンが無修正での楽曲使用を許可しなかったため、アルバム収録時に検閲（編集）が施された。音楽プロデューサであるプレイン・パットによれば、この曲にはほかに3種類ほどのバージョンがあったが、カニエは気に入らなかったという。フランクリンのサンプルに関してパットは「そのサンプルがクリアできなかったら、この曲はとても弱いものになっていただろう」と述べている。2011年には、検閲なしのバージョンがオンラインで配布された。
カニエは2003年12月頃にアルバムの録音を終えたとされている。これは、アルバムの締め切りの2週間前にボーカル参加のために起用された彼のいとこでシンガーのトニー・ウィリアムズの証言によるものである。ウィリアムズは、2人でドライブ中に未完成の「スペースシップ」がかかっているときにアドリブで歌唱しでカニエを感心させたことがきっかけで起用された。
トニー・ウィリアムズは後に、レコード・プラントでアルバムのレコーディングを行った際の様子を次のように振り返っている。
| 「 | スタジオに入り、ブースに入って「スペースシップ」を仕上げた。そのとき彼は『じゃあ次はこの曲でお前が何をするか見てみよう』と言った。そこで「ラスト・コール」をやったんだ。一曲が次の曲につながり、週末の終わりには僕は5曲くらい参加していた。その後、「アイル・フライ・アウェイ」もやった。 | 」 |

2020年1月の『GQ』のインタビューで、ウェストはアルバムの30～40％がローランドのVS-1680で録音されたことを明かしている。

## タイトルおよびパッケージ
このアルバムのタイトルは、カニエが夢であるミュージシャンになるために大学を中退したことがもとになっている。この行動は、彼が退学した大学の教授だった母親を非常に不快にさせた。母親は後に「大学は良い人生への切符だと叩き込まれてきたけれど、キャリアの目標によっては大学が必要ない場合もある。息子が『ザ・カレッジ・ドロップアウト』というアルバムを作ったのは、社会が敷いたレールに従うのではなく、自分自身を受け入れる勇気を持つことが大切だという意味だったの」と語っている。
アルバムのアートワークは、当時ロッカフェラの社内ブランドデザインチームに所属していたエリック・デュヴォーシェルが手がけた。カニエはすでに「ドロップアウト・ベア」の衣装を着た写真を撮影しており、デュヴォーシェルはその中から観客席に座っている姿を選んだ。（このキャラクターは後の作品にも登場する）。これは「学校の中で最もポピュラーな象徴」のはずだが、感じられる孤独さに惹かれたためだという。その画像は16世紀のイラスト集で見つけた金の装飾枠で囲まれており、カニエは「通常はギャングスターが主導するラップアーティストのイメージに、上品さと洗練された雰囲気を与えたかった」と語っている。アルバムの内表紙は大学の卒業アルバムを模しており、収録アーティストたちの若い頃の写真が掲載されている。
アルバムの初回リリース版のジャケットは茶色の背景だったが、後のリマスター版では背景が白に変更されている。

## 認定
| 国/地域                                                       | 認定        | 認定/売上数 |
| ------------------------------------------------------------- | ----------- | ----------- |
| カナダ (Music Canada)                                         | Platinum    | 100,000^    |
| デンマーク (IFPI Danmark)                                     | 2× Platinum | 40,000      |
| ニュージーランド (RMNZ)                                       | 2× Platinum | 30,000      |
| イギリス (BPI)                                                | 3× Platinum | 900,000     |
| アメリカ合衆国 (RIAA)                                         | 4× Platinum | 4,000,000   |
| ^ 認定のみに基づく出荷枚数 · 認定のみに基づく売上数と再生回数 |             |             |